# Алексеевка (Корочанский район)
Алексеевка — село в Корочанском районе Белгородской области России, административный центр Алексеевского сельского поселения.

## География
Село Алексеевка расположено в срединной части региона, в лесостепной зоне, в пределах Среднерусской возвышенности, на левом берегу реки Кореня, в 8,5 км к юго-западу от районного центра, города Корочи, в 30 км по прямой к северо-востоку от северо-восточных окраин города Белгорода.

### Климат
Климат характеризуется как умеренно континентальный, с относительно мягкой зимой и тёплым продолжительным летом. Среднегодовая температура воздуха — 6 °C. Средняя температура воздуха самого холодного месяца (января) — −8,2 °C; самого тёплого месяца (июля) — 20,1 °C. Безморозный период длится 155 дней. Годовое количество атмосферных осадков составляет 452 мм, из которых 326 мм выпадает в период с апреля по октябрь. Снежный покров держится в течение 102 дней.

## Население
10-я ревизия 1858 года показала в слободе «1190 душ мужского пола». По переписи 1885 года  3281 чел. обоего пола. В 1932  — 4005 чел. жителей.  На 17 января 1979 года —  1791 чел.;  на 12 января 1989 года — 2231 чел.; на 1 января 1994 года —  2378 чел.; на 1 января 1999 года — 2441 чел.; в 2001 году — 2454 чел..
| 2002 | 2010  |
| ---- | ----- |
| 2368 | ↘2259 |

## История

### В Московском государстве
Точная дата образования селения  неизвестна. Согласно историческим источникам, деревня Коренская (Коренёк тож) упоминается в переписной книге Белгородского уезда 1646 года.  Основателями – первопоселенцами деревни явились служилые люди Белгородской черты, дети боярские корочанские,  "за верную государеву службу" жалованные (испомещённые) здесь земельными угодьями.

### В Российской империи
Документальный источник 1800-х годов сообщает: «Слобода Алексеевка расположилась по подолу, где начинается ручеёк Коренёк (алексеевцев раньше звали коренчанами)».
С 1847 года в Алексеевке открылась начальная школа. По данным на 1885 год в ней обучалось 28 мальчиков и 9 девочек, 35 учеников были из Алексеевки и только двое учеников из соседнего села. Всего же к тому времени насчитывалось 384 грамотных мужика и 27 грамотных крестьянок. В слободском «общеобразовательном (образцовом) училище» преподавался специальный «класс ручного труда», где велось обучение столяров, токарей, мастеров; алексеевцы были известными мастерами деревянных экипажей.
Согласно  сведениям Земской подворной переписи 1885 года, значится: "Корочанского уезда, Ново-Слободской волости, слобода Алексеевка (Коренек тож), количество дворов — 473,  10 дворов без земельного надела; у слобожан — 780 рабочих лошадей и 150 жеребят, 733 коровы с 484 телятами, 586 овец и 403 свиньи. В слободе вели торговлю 5 лавок и 2 кабака".

### В СССР
В начале 1930-х слобода Алексеевка — центр сельсовета (Алексеевка, деревня Сороковка и два хутора) в Корочанском районе.
К уборочной кампании 1935 года в районе была организована вторая — Алексеевская — машинно-тракторная станция (первая МТС была в Короче), её 30 тракторов и 4 грузовых автомашины «обслуживали 65 колхозов с посевной площадью 37,2 тыс. га». В Апексеевке в те годы действовали два самых крупных в районе промышленных кооператива: шубная артель (85 работников, годовая продукция на 435 тыс. рублей) и деревообрабатывающая артель (48 рабочих, годовая продукция на 85125 руб.).
В 1959 году Алексеевский сельсовет составляли два села (Алексеевка и Мазикино), две деревни (Замостье и Сафоновка) и четыре хутора (Кошмановка, Подсумки, Резниково, Сафоновка и Сороковка).

### В Российской Федерации
С 1 января 1994 года Алексеевка — центр Алексеевского сельсовета: села Замостье, Заячье, Мазикино, Резниково, Сафоновка и Городище, хутора Кошмановка и Сороковка.  С 1 января 1999 года в Алексеевском сельском округе Корочанского района — села собственно Алексеевка, Замостье, Мазикино, Резниково, Сафоновка и Городище, хутора Кошмановка и Сороковка.
С 20 декабря 2004 года, в соответствии с Законом Белгородской области от 20.12.2004 № 159/Ст. 12, село Алексеевка — административный центр Алексеевского сельского поселения Корочанского района, в границах которого также находятся  сёла Замостье, Мазикино и Сафоновка, хутора Кошмановка и Сороковка.

## Инфраструктура
В сельском поселении Алексеевка ныне осуществляют свою деятельность МБОУ «Алексеевская средняя общеобразовательная школа» с дошкольными группами, МБОУ «Алексеевский межшкольный учебный комбинат»,  МБДОУ «Детский сад общеразвивающего вида №4 села Алексеевка Корочанского района»,  МУ «Центр социального обслуживания граждан пожилого возраста и инвалидов», Алексеевский модельный сельский Дом культуры,  Алексеевская модельная сельская библиотека-филиал; Центр врача общей (семейной) практики – МУП «Фармация» (аптека №6); Алексеевский ветеринарный участок; Отделение «Сбербанка России»; имеется 15 торговых точек (магазинов). 

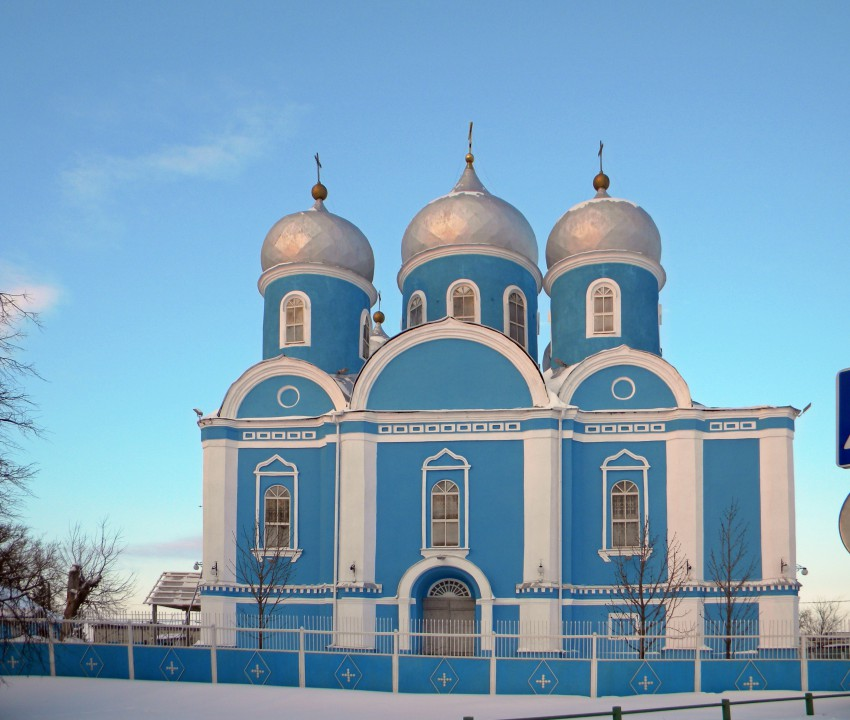
Церковь Успения Пресвятой Богородицы в селе Алексеевка

## Православная церковь
Храм Успения Пресвятой Богородицы в селе Алексеевка построен на казённые деньги и  на пожертвования сельчан,  в 1836–1857 гг., на месте прежней, сгоревшей, деревянной церкви, открыт и освящён в 1857 году. После капитального ремонта, произведённого в 1994 году, ныне – действующий Покровско-Успенско-Никольский храм, объект культурного наследия России – занесённый в Единый Государственный Реестр объектов культурного наследия памятник архитектуры cередины XIX века
.

## Интересные факты
- В XIX веке многие алексеевцы занимались скорняжным делом — «обрабатывают каждый у себя шкуры, выделывают кожи. И потом шьют из этого обувь и зимнюю одежду — шубы, тулупы. Более сильные и зажиточные изготовляют шубы целыми партиями и продают их на стороне».
- В Белгородском, Корочанском уездах и за пределами жители слободы славились своими мастерами по изготовлению колёсных деревянных экипажей[4].